# Giovanni Pierallini
Giovanni Pierallini (Prato, 12 maggio 1817 – Siena, 2 dicembre 1888) è stato un arcivescovo cattolico italiano.

## Biografia
Giovanni Pierallini nacque a Prato il 12 maggio 1817. Entrò nel seminario pratese, dove si distinse nello studio delle lettere italiane e latine e, non ancora sacerdote, ottenne dal rettore Giuseppe Targioni la cattedra di retorica, che tenne per diciassette anni. Ordinato sacerdote nel 1840, fu canonico e parroco della cattedrale di Santo Stefano. Dal 1857 al 1872 diresse la Biblioteca Roncioniana e nel 1857 fu nominato rettore del Collegio Cicognini, incarico che mantenne fino al 1859. Fu vicario capitolare della diocesi di Pistoia e Prato, e nel 1867 ne divenne vicario generale.
Studioso di letteratura, fu uno degli animatori della vita culturale pratese, fu in contatto con Cesare Guasti, Niccolò Tommaseo, Gino Capponi e Giuseppe Silvestri. Scrisse testi d'occasione, versi in latino ed epigrafi funerarie. Collaborò al Calendario pratese dell'amico Cesare Guasti.
Il 22 dicembre 1871 fu nominato vescovo di Colle di Val d'Elsa da papa Pio IX; ricevette l'ordinazione episcopale cinque giorni dopo nella basilica di Santa Maria in Aracoeli a Roma dal cardinale Filippo Maria Guidi, già arcivescovo metropolita di Bologna, coconsacranti i vescovi Giuseppe Angelini, vescovo ausiliare di Roma, e Francesco Marinelli, sacrestano di Sua Santità.
Il 29 settembre 1876 venne promosso arcivescovo metropolita di Siena, dove fece ingresso il 3 dicembre successivo. A seguito degli iniziali rapporti di tensione fra la Santa Sede e il neonato Regno d'Italia, l'arcivescovo Pierallini poté prendere possesso del Palazzo Arcivescovile solo un anno più tardi del suo ingresso, una volta ricevuto il regio exequatur. Restaurò la facciata del Palazzo, dove ancora oggi si vedono le sue insegne araldiche sui vetri delle bifore al piano nobile.
Fu particolarmente attivo nell'editoria cattolica e nel promuovere la spiritualità di S. Caterina, di cui nel 1880 promosse le celebrazioni per il quinto centenario della morte. 
Si spense a Siena il 2 dicembre 1888.

## Opere
- Alla memoria dei prodi toscani morti sotto Mantova il 29 maggio 1848 : onori funebri resi il 9 di giugno dalla Compagnia della Misericordia di Prato, Prato, Guasti, 1848.
- Ioannis Pierallinii canonici Pratensis inscriptiones, Prato, Guasti, 1855.
- Anthologia pratensis seu Carmina sacerdotum Pratensium qui vixerunt inedita aut rara, Prato, Guasti, 1857.
- Lettera pastorale al clero e al popolo della città e diocesi di Colle per la Quaresima del 1874, Colle di Val d'Elsa, Montemaggio, 1874.
- Lettera pastorale alla arcidiocesi di Siena per la quaresima 1887, Siena, Tipografia S. Bernardino, 1887.

## Archivio
Il Fondo Giovanni Pierallini, conservato presso la Biblioteca Roncioniana a Prato, è costituito da materiale miscellaneo e corrispondenza compresi fra il 1845 e il 1876. La documentazione fu quasi certamente donata da lui stesso alla Biblioteca Roncioniana, della quale fu direttore dal 1857 al 1872.

## Genealogia episcopale
La genealogia episcopale è:
- Cardinale Scipione Rebiba
- Cardinale Giulio Antonio Santori
- Cardinale Girolamo Bernerio, O.P.
- Arcivescovo Galeazzo Sanvitale
- Cardinale Ludovico Ludovisi
- Cardinale Luigi Caetani
- Cardinale Ulderico Carpegna
- Cardinale Paluzzo Paluzzi Altieri degli Albertoni
- Papa Benedetto XIII
- Papa Benedetto XIV
- Cardinale Enrico Enriquez
- Arcivescovo Manuel Quintano Bonifaz
- Cardinale Buenaventura Córdoba Espinosa de la Cerda
- Cardinale Giuseppe Maria Doria Pamphilj
- Papa Pio VIII
- Papa Pio IX
- Cardinale Filippo Maria Guidi, O.P.
- Arcivescovo Giovanni Pierallini